# Ulmus rubra
Ulmus rubra là một loài thực vật có hoa trong họ Ulmaceae. Loài này được Muhl. miêu tả khoa học đầu tiên năm 1793.

## Hình ảnh

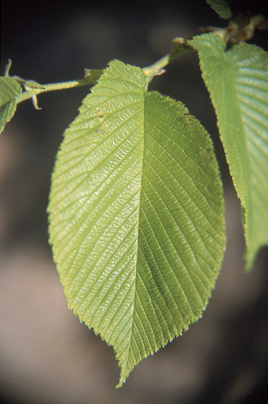
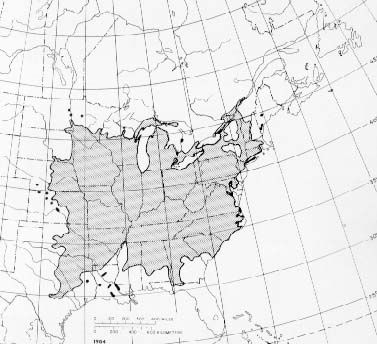
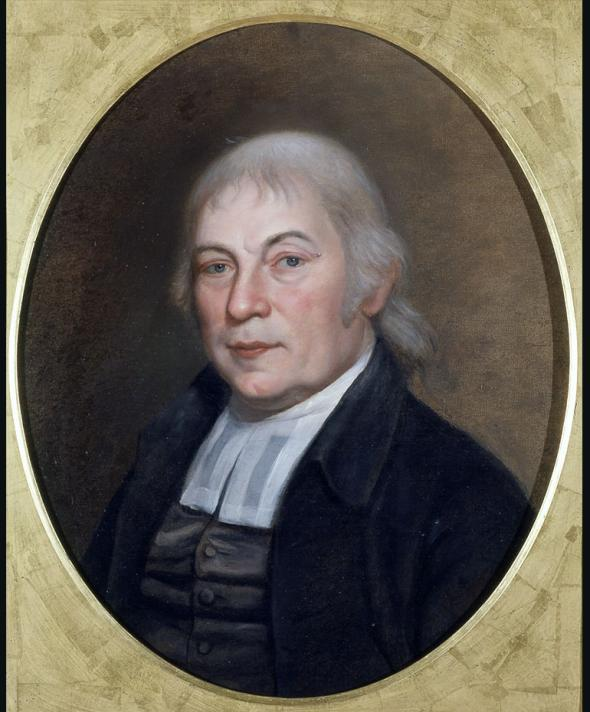
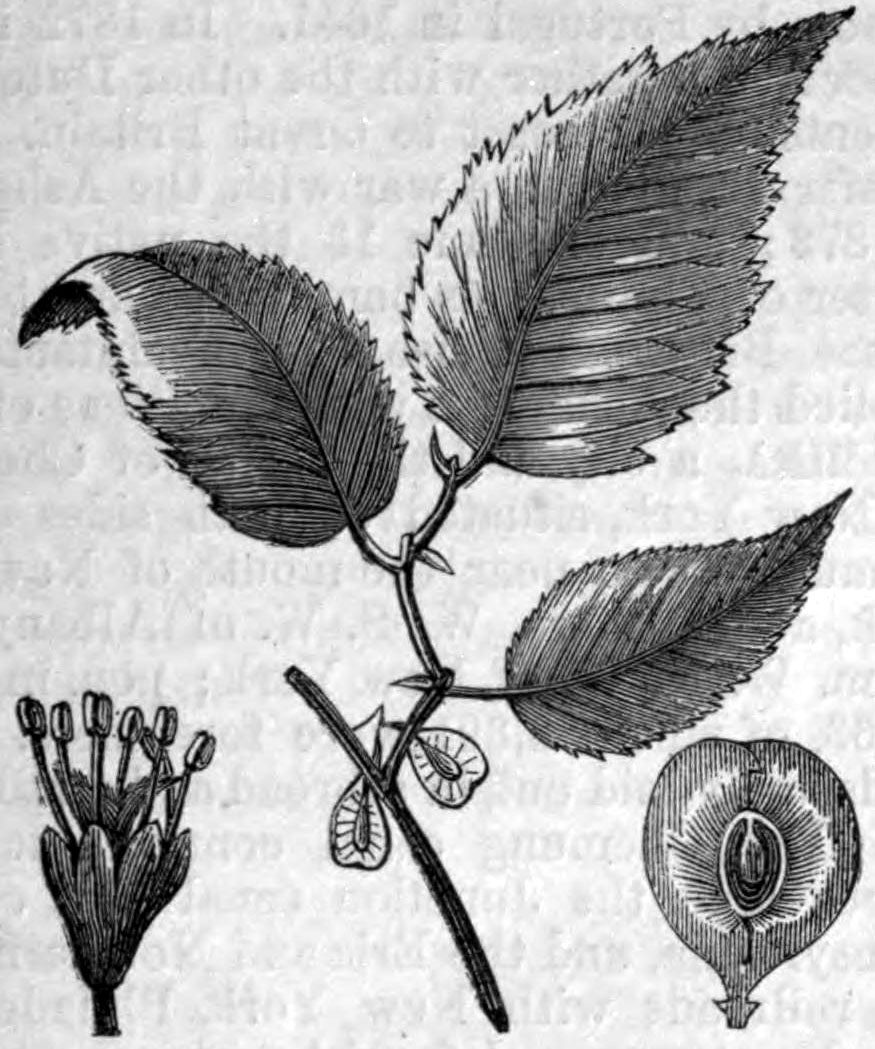